# Demjata
Demjata este o comună slovacă, aflată în districtul Prešov din regiunea Prešov. Localitatea se află la altitudinea de 336 m deasupra n.m., se întinde pe o suprafață de 11,5 km2 și în 2017 număra 1.071 de locuitori. Se învecinează cu comuna Tulčík.

## Istoric
Localitatea Demjata este atestată documentar din 1330.

## Demografie
| An:                | 1994 | 2004   | 2014   | 2024   |
| ------------------ | ---- | ------ | ------ | ------ |
| Număr de persoane: | 987  | 1072   | 1076   | 1086   |
| Diferență:         |      | +8,61% | +0,37% | +0,92% |

| An:                | 2023 | 2024   |
| ------------------ | ---- | ------ |
| Număr de persoane: | 1082 | 1086   |
| Diferență:         |      | +0,36% |